# IC 1899
IC 1899 ist eine linsenförmige Galaxie vom Hubble-Typ S0/a im Sternbild Fornax am Südsternhimmel. Sie ist schätzungsweise 276 Millionen Lichtjahre von der Milchstraße entfernt und hat einen Durchmesser von etwa 90.000 Lj.
Im selben Himmelsareal befinden sich u. a. die Galaxien NGC 1255 und IC 1895.
Das Objekt wurde am 22. Dezember 1897 von Lewis Swift entdeckt.